# Pontinha
Pontinha – parafia (freguesia) gminy Odivelas i jednocześnie miejscowość w Portugalii. W 2011 liczyła 23 041 mieszkańców na obszarze 4,64 km².